# Jerzy Masełko
Jerzy Masełko (ur. 21 sierpnia 1944 w Gaju pod Krakowem) – polski i amerykański chemik, profesor University of Alaska Anchorage, grotołaz.

## Życiorys
Jest synem nauczycieli Stanisława (1916–1992) i Anny (1913–2005) z domu Sadowskiej, która była przedwojenną harcerką w stopniu Harcerza Rzeczypospolitej. Egzamin maturalny złożył w Liceum Ogólnokształcącym w Ząbkowicach Śląskich. W latach 1961–1967 studiował na Wydziale Chemicznym Politechniki Wrocławskiej. Doktorat uzyskał w 1974 w Instytucie Chemii Nieorganicznej Politechniki Wrocławskiej. Promotorem doktoratu był prof. Adam Bartecki, z którym uzyskał patent na sposób odzysku miedzi z odpadów poflotacyjnych.
Od 1982 pracował w USA i zajmował stanowiska naukowe w Brandeis University Boston, Texas University Austin, West Virginia University Morgantown, a od 1995 jako Full Professor w University of Alaska Anchorage (UAA). Na emeryturę przeszedł w 2018.

## Działalność naukowa

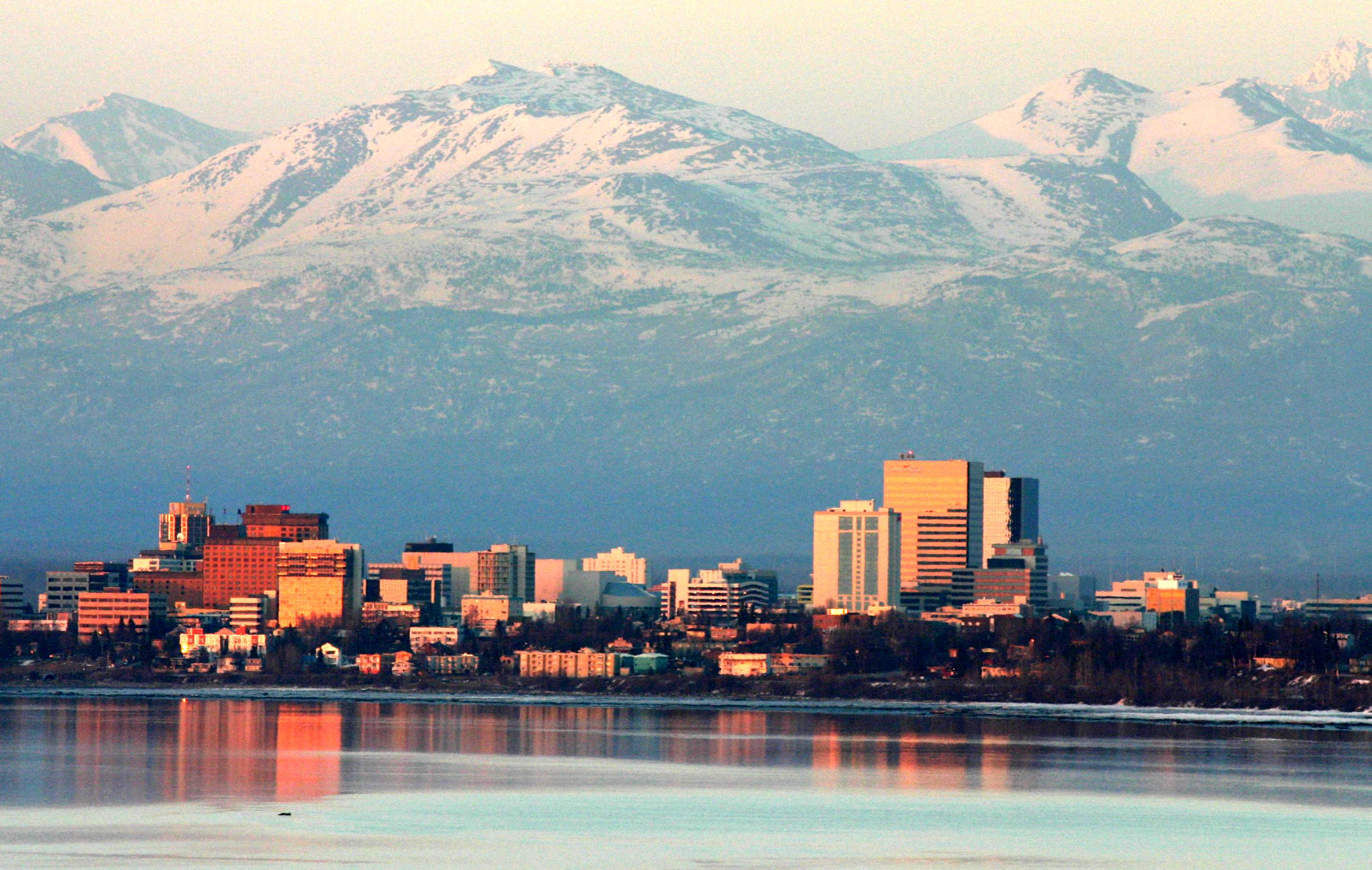
Panorama Anchorage nad Zatoką Cooka (Ocean Spokojny)

Zajmuje się chemią nieorganiczną, a w szczególności złożonymi systemami chemicznymi, początkami zjawiska życia, tworzeniem się systemów chemicznych i nieliniową dynamiką chemiczną. Jest współautorem artykułów w „Nature”. W 2002 był organizatorem w Anchorage międzynarodowej konferencji „Emergence in Chemical Systems”.
Współpracuje z Politechniką Wrocławską. Analizował sposób zdobywania funduszów na badania naukowe. Zorganizował współpracę i praktyki dla amerykańskich studentów w Politechnice Wrocławskiej. Wyrażał opinię o perspektywach polskiej nauki.
Został wybrany do kolegium wybitnych naukowców Fundacji Kościuszkowskiej.

## Działalność górska

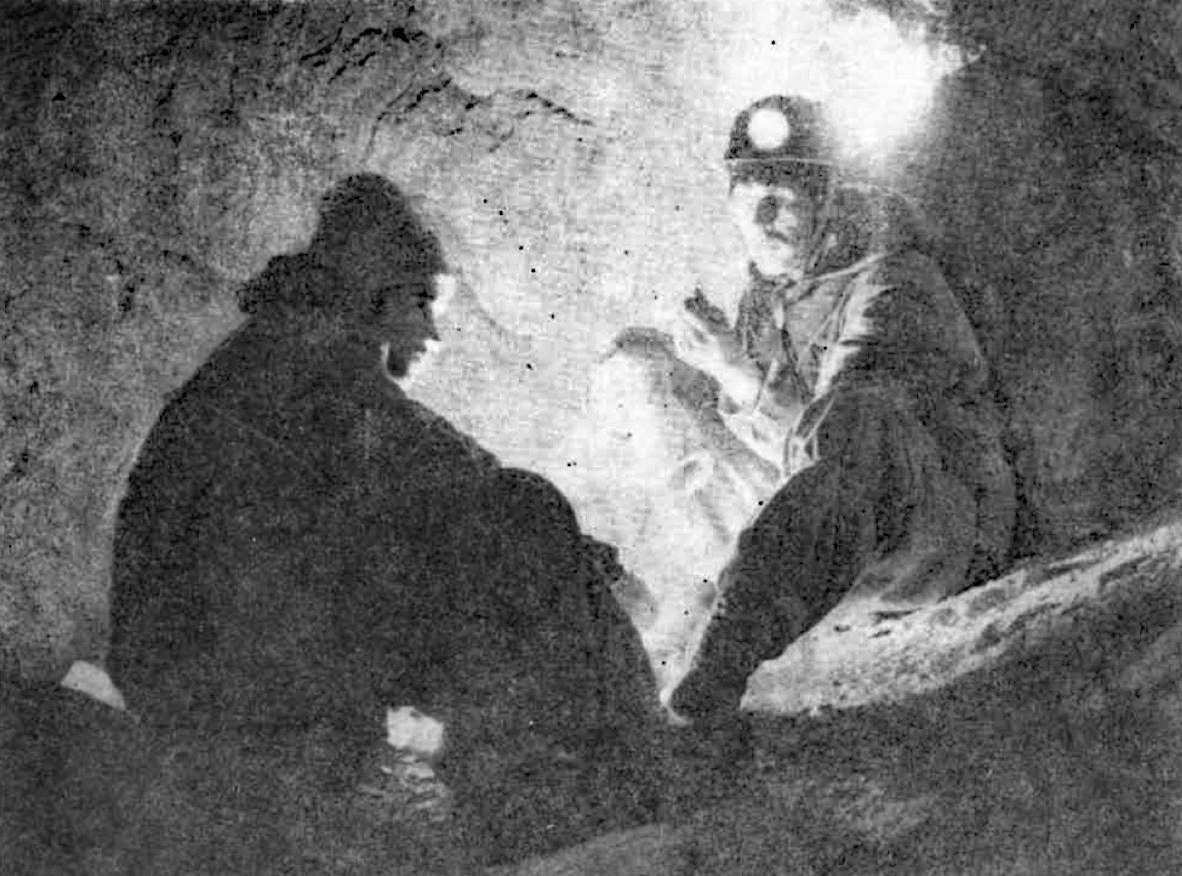
Jerzy Masełko (z lewej) i Norbert Pospieszny na dnie Wielkiej Studni w Jaskini Śnieżnej, 1968

Jest członkiem Sekcji Grotołazów Wrocław od 1962. Prezesem Sekcji był w kadencji 1973–1974. W 1974 został wybrany na członka Komisji Taternictwa Jaskiniowego Polskiego Związku Alpinizmu.
Na przełomie grudnia 1968 i stycznia 1969 wziął udział w wyprawie kierowanej przez Bernarda Uchmańskiego na dno (wówczas -640 m) Jaskini Śnieżnej. Członkami wyprawy byli także Roman Galar, Andrzej Ostromęcki, Kazimierz Piotrowski, Norbert Pospieszny i Marek Trzeciakowski. Wyprawa wyszła z jaskini bez korzystania z lin i drabinek, co było rekordem świata w tej konkurencji.
W 1976 kierował wyprawą Sekcji na dno jaskini Racascmarca w Peru. W masywie Cordillera Vinococha odkryto wtedy siedem jaskiń powyżej wysokości 4500 m. Jedną z nich (na wysokości 4530 m) nazwano Cueva de Wrocław. Wcześniej kierował wyprawą Sekcji do jaskiń Krety.
Został odznaczony Srebrnym Medalem za Wybitne Osiągnięcia Sportowe.

## Inne informacje
Jest żonaty z Elżbietą (ur. 1948), prawniczką. Mają troje dzieci: Jacka, Joannę i Macieja, którzy pracują naukowo w różnych dyscyplinach biologii. Syn Jacek jest zdobywcą ośmiotysięcznych szczytów Everestu (w 1999), Makalu, Gasherbrum I i Gasherbrum II, a w czerwcu 2001 dokonał pierwszego, pięciodniowego przejścia północnej ściany Mendenhall Towers na Alasce (w okolicach Juneau).
W 1989 uzyskał amerykański patent na konstrukcję składanej i niezatapialnej łódki.
Jest członkiem wspierającym Fundacji Kościuszkowskiej. Razem z żoną wspierają Santa Fe Institute, ośrodek naukowy badający systemy złożone.